# Bisbat de Reggio de l'Emília-Guastalla

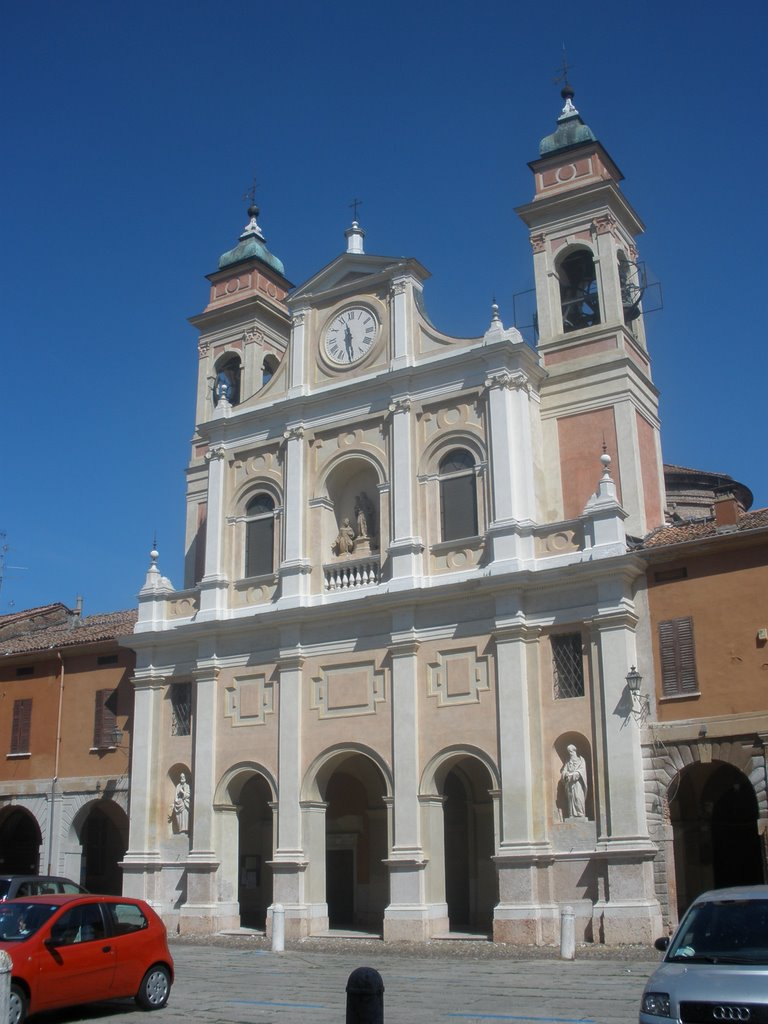
La cocatedrale de San Pietro Apostolo a Guastalla

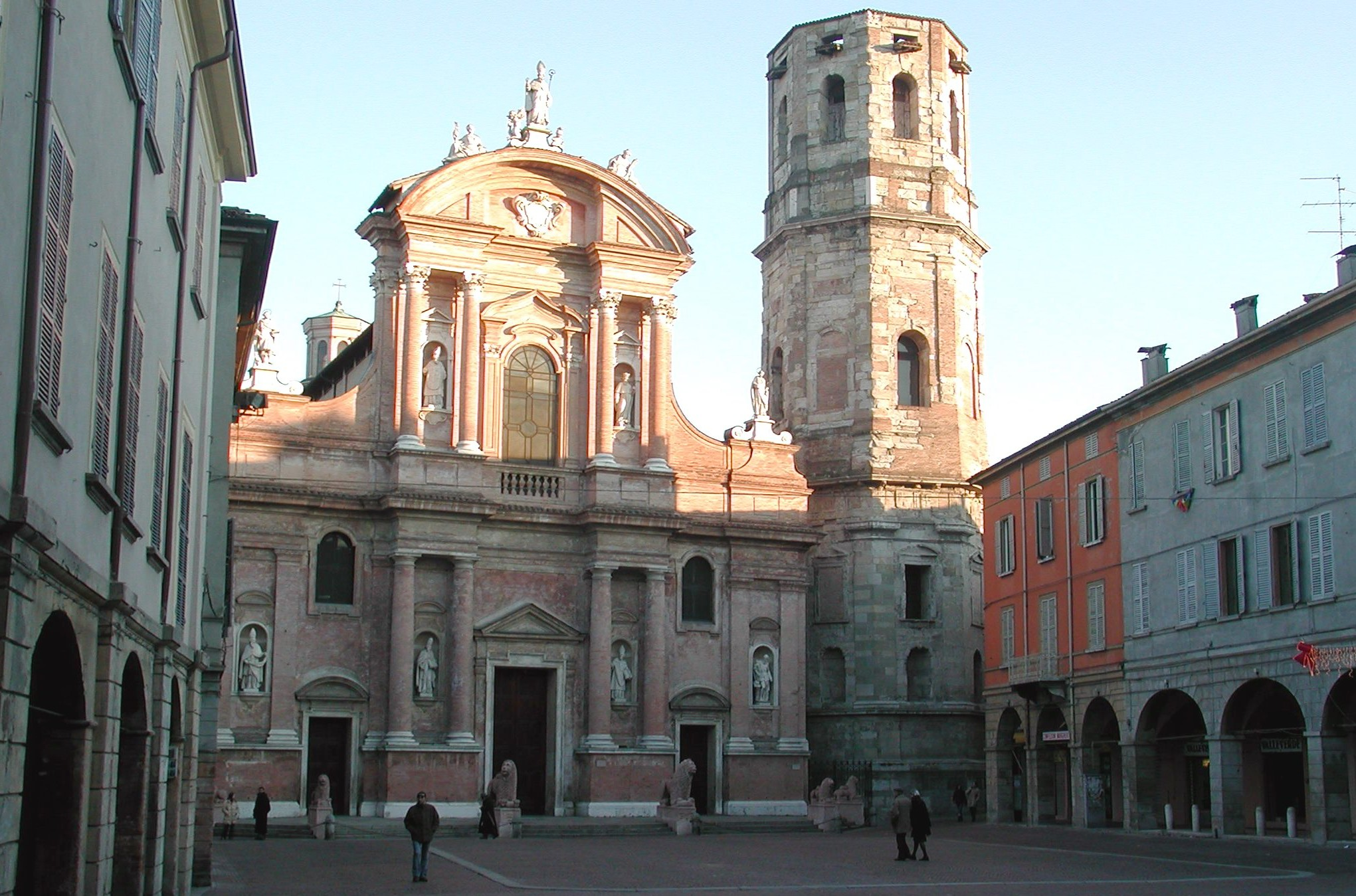
Façana de la basílica de San Prospero a Reggio de l'Emília

El bisbat de Reggio de l'Emília - Guastalla (italià: diocesi di Reggio Emilia-Guastalla; llatí: Dioecesis Regiensis in Aemilia-Guastallensis) és una seu de l'Església catòlica, sufragània de l'arquebisbat de Mòdena-Nonantola, que pertany a la regió eclesiàstica Emília-Romanya. El 2010 tenia 504.133 batejats d'un total 569.853 habitants. Actualment està regida pel bisbe Massimo Camisasca, F.S.C.B.

## Territori
L'extensió territorial de la diòcesi és sensiblement més àmplia de la província de Reggio de l'Emília: comprèn tots els municipis de la província (llevat de Rolo, que pertany a la diòcesi de Carpi); a més, comprèn d'altres territoris a l'est, que segons la jurisdicció secular pertanyen a la província de Mòdena. Es tracta de part del municipi de Sassuolo i dels de Frassinoro (Fontanaluccia, Romanoro, Rovolo), Prignano sulla Secchia (Castelvecchio, Pigneto, Prignano, Saltino) i Montefiorino (Macognano).
La seu episcopal és la ciutat de Reggio de l'Emília, on es troba la catedral de l'Assunzione di Maria Vergine. A Guastalla s'alça la cocatedral de San Pietro Apostolo.
El territori està dividit en 318 parròquies, agrupades en 11 vicariats: Reggio Emilia, Rubiera-Scandiano, Correggio, Guastalla, Castelnovo di Sotto-Sant'Ilario d'Enza, Val d'Enza, Puianello, Sassuolo, Bismantova, Cervarezza i Villa Minozzo-Toano.

## Història
L'origen de la diòcesi de Reggio Emilia és tradicionalment datada al segle i, encara que no hi ha evidència històrica fiable d'un bisbe reggià només fins al 451, quan Favenzio va participar en el Concili de Milà. Un vell catàleg episcopal reggià, que data del segle xiii i fa referència potser a antcs díptics diocesans, conté una llista de 49 bisbes fins Alberio (1140). No obstant això, del 17 bisbes anteriors a Maurizio (que va participar en el Consell de Roma del Papa Agató en 680), ningú es confirma històricament amb l'excepció de l'esment Favenzio.
Originalment sufragània de l'arxidiòcesi de Milà, al segle vii va esdevenir part de la província eclesiàstica de l'arxidiòcesi de Ravenna.
Al 996 es va fundar el monestir de Sant Pròsper.
Cap al final del segle xiii, durant els set anys de seu vacant (1283-1290), la diòcesi va ser governada pels vicaris capitulars: el capítol de la catedral es va dividir en dues parts, elegint cadascuna dos pretendents diferents sense reconèixer l'altre. De 1283 a 1287 la seu va ser governada per l'ardiaca Guido Baiso i des del 1288 per l'arxiprest Nicolò dei Cambiatori.
Des de l'any 1377 els bisbes de Reggio de l'Emília va rebre del Papa per portar el títol honorífic, però, molt poc freqüent, de Prínceps de Sa Santedat; títol al que va renunciar en 1960 el bisbe Benjamin Socche. L'escut d'armes del bisbe de Reggio Emilia comportava llavors la presència al costat de la creu també del casc i l'espasa.
El 10 de desembre de 1582 esdevingué sufragànea de l'arquebisbat de Bolonya.
En el segle xvi l'Appennino Reggiano, dependent de la diòcesi de Reggio i en part de la de Parma, es va dividir en 8 plebanats, cadascun dels quals tenia un nombre d'empleats com esglésies filials. A les muntanyes de Reggio havia dos monestirs importants: el monestir de Marola estava ser dirigit per monjos agustins. Els seus béns van ser donats en encomana, després va passar a la Casa Ducal. Francesc IV d'Este, duc de Mòdena i Reggio, finalment va cedir l'abadia al bisbe de Reggio per erigir un seminari. El monestir de Canossa va ser dirigit pels benedictins, aprovada en commenda, després va ser suprimit pel duc en 1763.
La Diòcesi de Guastalla es va erigir el 18 de setembre de 1828 amb la butlla De commisso nobis del Papa Lleó XII. L'església guastalla havia obtingut des del segle xii, l'exempció de la jurisdicció del bisbe de Reggio i estava sotmesa als benedictins. Més tard, a petició de l'arxiprest Gerardo en 1471 es va erigir en arxiprestura nullius diocesis; finalment, el 5 de novembre de 1585 el Papa Sixt V va transformar-la de nou en església abacial nullius, pertanyent a la província eclesiàstica de Milà. En 1629 l'abat Vincenzo Lojani, exercint els seus drets gairebé episcopals, va convocar a un sínode l'església guastalla. Aquesta autonomia de Guastalla en diverses ocasions va provocar el desacord dels bisbes de Reggio; amb un solemne motu proprio de 17 de setembre de 1773 el Papa Climent XIV va insistir exempció episcopal de l'Església de Guastalla i la seva submissió directa amb la Santa Seu. Al principi del segle xix, a petició de la duquessa Maria Lluïsa d'Àustria, l'abadia nullius va ser elevada al rang de diòcesi i Giovanni Tommaso Neuschel va ser nomenat com a primer bisbe, que era també l'últim abat.
El 22 d'agost de 1855 la diòcesi va esdevenir part de la província eclesiàstica de l'arxidiòcesi de Mòdena.
El 10 de febrer de 1973 Gilberto Baroni, exbisbe de Reggio Emília des de 1965, també va ser nomenat bisbe de Guastalla, unint així in persona episcopi les dues diòcesis.
El 30 de setembre de 1986, de conformitat amb el decret Instantibus votis de la Congregació per als Bisbes, es va establir la unió plena de les dues diòcesis i la nova circumscripció eclesiàstica va assumir el seu nom actual.

## Cronologia episcopal

### Bisbes de Reggio Emilia
- Protasio †
- Cromazio †
- Antonino †
- Elia †
- Santino †
- Carosio †
- Favenzio † (citat el 451)[2]
- Elpidio †
- San Prospero † (segle v)
- Stefano †
- Adeodato o Deusdedit †
- Teodosio o Teodoro †
- Donodidio †
- Adriano †
- Benenato †
- Paolo I †
- Lupiano o Ulpiano †
- Maurizio † (citat el 680)[3]
- Costantino †
- Beat' Tommaso † (inicis del segle viii)[4]
- Giovanni †
- Sisto o Callisto †
- Geminiano † (citat el 751 aproximadament)
- Apollinare † (inicis de 756 - finals de 781)
- Adelmo † (citat el 800 ?)
- Norperto o Nodeberto † (inicis de 822 - finals de 835)
- Vitale † (citat el 838 ?)
- Sigifredo † (inicis de 844 - finals de 857)
- Rotfrido † (citat el 874 ?)
- Azzo I (o Amone o Arnone) † (citat el 877)[5]
- Paolo II † (inicis de desembre de 878 - 881)
- Aronne † (inicis de febrer de 882 - finals d'abril de 885 ?)
- Azzo II † (inicis d'octubre de 890 - finals de setembre de 899 mort)[6]
- Pietro † (inicis d'octubre de 900 - finals de juny de 915)
- Fredolfo † (citat el 923)
- Girardo o Gottardo †
- Aribaldo o Eriberto o Girberto † (inicis d'agost de 942 - finals de març de 944)
- Adelardo † (inicis de 945 - finals de 952)
- Ermenaldo o Ermanno † (inicis de 962 - finals d'agost de 979)
- Teuzone † (inicis de 980 - finals de desembre de 1029)
- Sigifredo (o Sifredo) II † (inicis de maig de 1031 - finals de 1046)[7]
- Conone o Condelaudo † (citat el 1050)
- Adalberio o Alberio † (1053 o 1054 - finals de març de 1060)
- Volmaro † (vers 1062 - finals de maig de 1065)
- Gandolfo † (inicis de desembre de 1066 - 1082 deposat)
  - Sant'Anselmo † (1082 - vers 1085) (administrador apostòlic)
- Eriberto o Euberto † (vers 1085 - finals de setembre de 1092 mort)
- Lodovico † (1092 - finals de 1093)[8]
- Bonseniore o Bonsignore † (inicis d'abril de 1098 - 10 de maig de 1118 mort)
- Adelmo o Adelelmo † (inicis de febrer de 1123 - finals de desembre de 1136)
- Alberio † (inicis de març de 1140 - 5 d'abril de 1163 mort)
- Albericone o Alberico † (1163 - 28 d'agost de 1187 mort)
- Pietro † (10 de setembre de 1187 - de novembre de 1210 mort)
- Nicolò dei Maltraversi † (1 de juny de 1211 - finals de juny de 1243 mort)
- Guglielmo da Fogliano † (setembre o octubre de 1243 - 5 d'agost de 1283 mort)
  - Sede vacante (1283-1290)
- Guglielmo da Bobbio, O.F.M. † (22 de juny de 1290 - 3 de setembre de 1301 mort)
- Enrico de Casalorci o Casalocci † (30 d'abril de 1302 - 29 d'abril de 1312 mort)
- Guido de Baisio † (19 de desembre de 1312 - 11 d'octubre de 1329 nomenat bisbe de Rimini)
- Guido Roberti † (11 d'octubre de 1329 - 27 de juny de 1332 nomenat arquebisbe de Ravenna)
  - Tommasino Fogliani † (1334 - 1336) (administrador apostòlic)
- Rolando Scarampi † (10 de maig de 1336 - 1337 renuncià)
- Bartolomeo d'Asti (o d'Ivrea) † (6 d'octubre de 1339 - 1362 mort)
- Lorenzo † (6 de març de 1363 - 9 de juliol de 1379 mort)
- Serafino Tavacci da Trino, O.F.M. † (1 de gener de 1380 - inicis de 16 de desembre de 1387 nomenat bisbe de Santa Giusta)
- Ugolino da Sesso † (24 de juliol de 1387 - 10 d'octubre de 1394 mort)
- Tebaldo da Sesso, O.S.B. † (3 d'abril de 1395 - 6 de gener de 1439 mort)
- Giacomo Antonio della Torre † (16 de gener de 1439 - 19 d'octubre de 1444 nomenat bisbe de Mòdena)
- Battista Pallavicino † (19 d'octubre de 1444 - 12 de maig de 1466 mort)
- Antonio Beltrando † (28 de maig de 1466 - 5 de maig de 1476 mort)
- Bonfrancesco Arlotti † (9 de juny de 1477 - 7 de gener de 1508 mort)
- Gianluca Castellini (Del Pozzo) † (7 de gener de 1508 - 18 d'octubre de 1510 mort)
- Ugo Rangone † (18 d'octubre de 1510 - 28 d'agost de 1540 mort)
- Marcello Cervini (24 de setembre de 1540 - 29 de febrer de 1544 nomenat bisbe de Gubbio, després elegit papa amb el nom de Marcel II)
- Giorgio Andreasi † (2 d'abril de 1544 - 22 de gener de 1549 mort)
- Giambattista Grossi † (22 de gener de 1549 - 28 de març de 1569 mort)
- Eustachio Locatelli, O.P. † (15 d'abril de 1569 - 14 d'octubre de 1575 mort)
- Francesco Martelli † (19 d'octubre de 1575 - 9 de març de 1578 mort)
- Benedetto Manzoli † (9 d'abril de 1578 - 26 d'agost de 1585 mort)
- Giulio Masetti † (7 d'octubre de 1585 - 2 de setembre de 1592 mort)
- Claudio Rangoni † (16 de desembre de 1592 - 2 de setembre de 1621 mort)
- Alessandro d'Este † (13 d'octubre de 1621 - 13 de maig de 1624 mort)
- Paolo Coccapani † (7 d'abril de 1625 - 26 de juny de 1650 mort)
- Rinaldo d'Este † (5 de desembre de 1650 - 23 d'abril de 1660 renuncià)
- Girolamo Codebò † (24 de gener de 1661 - 3 d'octubre de 1661 mort)
- Gianagostino Marliani † (27 de febrer de 1662 - 22 de maig de 1674 mort)
- Augusto Bellincini † (28 de gener de 1675 - 20 de juliol de 1700 mort)
- Ottavio Picenardi † (14 de març de 1701 - de desembre de 1722 mort)
- Lodovico Forni † (12 de maig de 1723 - 21 de novembre de 1750 renuncià)
- Giovanni Maria Castelvetro † (7 de desembre de 1750 - 4 d'abril de 1785 mort)
- Francesco Maria d'Este † (26 de setembre de 1785 - 17 de maig de 1821 mort)
- Angelo Maria Ficarelli † (19 d'abril de 1822 - 5 de juny de 1825 mort)
- Filippo Cattani † (3 de juliol de 1826 - 7 de gener de 1849 mort)
- Pietro Raffaelli † (20 d'abril de 1849 - 23 de juliol de 1866 mort)
- Carlo Macchi † (27 de març de 1867 - 22 de maig de 1873 mort)
- Guido Rocca † (25 de juliol de 1873 - 26 de gener de 1886 mort)
- Vincenzo Manicardi † (7 de juny de 1886 - 20 d'octubre de 1901 mort)
- Arturo Marchi † (16 de desembre de 1901 - 29 d'abril de 1910 nomenat arquebisbe de Lucca)
- Eduardo Brettoni † (12 d'octubre de 1910 - 13 de novembre de 1945 mort)
- Beniamino Socche † (13 de febrer de 1946 - 16 de gener de 1965 mort)
- Gilberto Baroni † (27 de març de 1965 - 30 de setembre de 1986 nomenat bisbe de Reggio Emilia-Guastalla)

### Bisbes de Guastalla
- Giovanni Tommaso Neuschel, O.P. † (15 de desembre de 1828 - 21 de novembre de 1836 nomenat bisbe de Borgo San Donnino)
- Pietro Giovanni Zanardi † (21 de novembre de 1836 - 15 de setembre de 1854 mort)
- Pietro Rota † (23 de març de 1855 - 27 d'octubre de 1871 nomenat bisbe de Màntua)
- Francesco Benassi † (27 d'octubre de 1871 - 30 de setembre de 1884 renuncià)
- Prospero Curti † (10 de novembre de 1884 - 21 de març de 1890 mort)
- Andrea Carlo Ferrari † (23 de juny de 1890 - 1 de juny de 1891 nomenat bisbe de Como)
- Pietro Respighi † (14 de desembre de 1891 - 30 de novembre de 1896 nomenat arquebisbe de Ferrara)
- Enrico Grazioli † (30 de novembre de 1896 - 13 d'abril de 1897 renuncià)
- Andrea Sarti † (19 d'abril de 1897 - 29 d'abril de 1909 nomenat bisbe de Pistoia i Prato)
- Agostino Cattaneo † (15 de març de 1910 - 1923 mort)
- Giordano Corsini † (25 de maig de 1923 - 7 de juliol de 1932 renuncià)
- Giacomo Zaffrani † (16 de setembre de 1932 - 6 de maig de 1960 mort)
- Angelo Zambarbieri † (6 de maig de 1960 succeduto - 15 d'agost de 1970 mort)
  - Sede vacante (1970-1973)
- Gilberto Baroni † (10 de febrer de 1973 - 30 de setembre de 1986 nomenat bisbe de Reggio Emília-Guastalla)

### Bisbes de Reggio Emilia-Guastalla
- Gilberto Baroni † (30 de setembre de 1986 - 11 de juliol de 1989 jubilat)
- Giovanni Paolo Gibertini, O.S.B. (11 de juliol de 1989 - 27 de juny de 1998 jubilat)
- Adriano Caprioli (27 de juny de 1998 - 29 de setembre de 2012 jubilat)
- Massimo Camisasca, F.S.C.B., dal 29 de setembre de 2012

## Persones relacionades a la diòcesi
- don Pasquino Borghi
- don Domenico Orlandini
- don Giuseppe Dossetti
- don Dino Torreggiani
- don Mario Prandi
- don Alfonso Ugolini
- beat Rolando Rivi
- cardenal Camillo Ruini
- bisbe Luciano Monari
- monsenyor Angelo Cocconcelli
- bisbe Mauro Parmeggiani
- arquebisbe Lorenzo Ghizzoni

## Estadístiques
A finals del 2010, la diòcesi tenia 504.133 batejats sobre una població de 569.853 persones, equivalent 88,5% del total.
| any                                     | població | població | població | sacerdots | sacerdots       | sacerdots       | sacerdots             | diaques | religiosos | religiosos | parroquies |
| --------------------------------------- | -------- | -------- | -------- | --------- | --------------- | --------------- | --------------------- | ------- | ---------- | ---------- | ---------- |
| any                                     | batejats | total    | %        | total     | clergat secular | clergat regular | batejats por sacerdot | diaques | homes      | dones      |            |
| diòcesi de Reggio de l'Emília           |          |          |          |           |                 |                 |                       |         |            |            |            |
| 1950                                    | 349.000  | 349.500  | 99,9     | 429       | 403             | 26              | 813                   |         | 32         | 302        | 256        |
| 1969                                    | 353.481  | 354.284  | 99,8     | 462       | 402             | 60              | 765                   |         | 96         | 789        | 272        |
| 1980                                    | 391.907  | 393.918  | 99,5     | 404       | 348             | 56              | 970                   | 13      | 73         | 597        | 282        |
| diòcesi de Guastalla                    |          |          |          |           |                 |                 |                       |         |            |            |            |
| 1950                                    | 70.000   | 70.000   | 100,0    | 81        | 73              | 8               | 864                   |         | 10         | 101        | 29         |
| 1970                                    | 64.000   | 64.000   | 100,0    | 59        | 52              | 7               | 1.084                 |         | 9          | 165        | 30         |
| 1980                                    | 65.345   | 65.445   | 99,8     | 50        | 47              | 3               | 1.306                 |         | 3          | 116        | 30         |
| diòcesi de Reggio de l'Emília-Guastalla |          |          |          |           |                 |                 |                       |         |            |            |            |
| 1990                                    | 453.016  | 458.095  | 98,9     | 422       | 370             | 52              | 1.073                 | 41      | 64         | 583        | 319        |
| 1999                                    | 465.134  | 480.114  | 96,9     | 377       | 332             | 45              | 1.233                 | 70      | 55         | 444        | 319        |
| 2000                                    | 465.624  | 480.624  | 96,9     | 365       | 317             | 48              | 1.275                 | 70      | 62         | 420        | 319        |
| 2001                                    | 474.084  | 489.727  | 96,8     | 363       | 313             | 50              | 1.306                 | 68      | 62         | 395        | 319        |
| 2002                                    | 479.517  | 495.273  | 96,8     | 346       | 301             | 45              | 1.385                 | 67      | 55         | 375        | 319        |
| 2003                                    | 484.893  | 501.911  | 96,6     | 346       | 296             | 50              | 1.401                 | 67      | 58         | 373        | 319        |
| 2004                                    | 485.527  | 508.677  | 95,4     | 337       | 292             | 45              | 1.440                 | 67      | 69         | 375        | 319        |
| 2010                                    | 504.133  | 569.853  | 88,5     | 317       | 273             | 44              | 1.590                 | 79      | 58         | 299        | 318        |

### Per la seu de Reggio de l'Emília
- Aquest article incorpora fragments d'una publicació que està en domini públic:  «article name needed». A: Charles Herbermann. Catholic Encyclopedia.  Nova York: Robert Appleton, 1913.
- Francesco Lanzoni, Le diocesi d'Italia dalle origini al principio del secolo VII (an. 604), vol. II, Faenza 1927, pp. 793–802 (italià)
- Giuseppe Cappelletti, Le Chiese d'Italia dalla loro origine sino ai nostri giorni, vol. XV, Venècia 1859, pp. 359–399 (italià)
- Giovanni Saccani, I vescovi di Reggio-Emilia, Cronotassi, Reggio Emilia 1902 (italià)
- Pius Bonifacius Gams, Series episcoporum Ecclesiae Catholicae, Leipzig 1931, pp. 759–761 (llatí)
- Konrad Eubel, Hierarchia Catholica Medii Aevi, vol. 1 Arxivat 2019-07-09 a Wayback Machine., pp. 417–418; vol. 2 Arxivat 2018-10-04 a Wayback Machine., p. 222; vol. 3 Arxivat 2019-03-21 a Wayback Machine., p. 284; vol. 4 Arxivat 2018-10-04 a Wayback Machine., p. 294; vol. 5, p. 331; vol. 6, p. 355 (llatí)

### Per la seu de Guastalla
- Aquest article incorpora fragments d'una publicació que està en domini públic:  «article name needed». A: Charles Herbermann. Catholic Encyclopedia.  Nova York: Robert Appleton, 1913.
- Ireneo Affò, Antichità e pregi della Chiesa guastallese, Parma 1774 (italià)
- Giuseppe Cappelletti, Le Chiese d'Italia dalla loro origine sino ai nostri giorni, vol. XV, Venècia 1859, pp. 425–440 (italià)
- Butlla De commisso nobis, a Bullarii romani continuatio, Tomo XVII, Romae 1855, pp. 391–393 (llatí)
- Pius Bonifacius Gams, Series episcoporum Ecclesiae Catholicae, Leipzig 1931, p. 759 (llatí)